# Kammerstein
Kammerstein est une commune de Bavière (Allemagne), située dans l'arrondissement de Roth, dans le district de Moyenne-Franconie.